# Многоточие
Многото́чие (…) или троето́чие — знак препинания в виде нескольких (в русском языке трёх) поставленных рядом точек. Служит для обозначения прерванности речи, незаконченности высказывания или пропуска в тексте.

## Русский язык
В русском языке многоточие в качестве одного из знаков препинания впервые указано в грамматике А. Х. Востокова в 1831 году. Тогда оно называлось «знак пресекательный».
В настоящее время в русском языке многоточие употребляют в следующих случаях:
1. Для обозначения незаконченности высказывания, вызванной волнением говорящего, обрывом в логическом развитии мысли, внешней помехой, для обозначения заминок или перерывов в речи. Например:
  - — Помню, отлично помню… Диван, дюжина стульев и круглый столик о шести ножках. Мебель была превосходная, гамбсовская… А почему вы вспомнили? (И. Ильф, Е. Петров «Двенадцать стульев»).
2. В начале текста для указания, что продолжается изложение, прерванное большой вставкой, или что события, описываемые в данном отрывке текста и в предшествующем ему, разделены длительным промежутком времени. Примеры:
  - Мышь не удостоила его ответом и торопливо продолжала: «…Нашёл это благоразумным и решил вместе с Эдгаром Этелингом отправиться к Вильгельму и предложить ему корону» (Л. Кэрролл «Алиса в Стране чудес»).
3. Для обозначения пауз при неожиданном переходе от одной мысли к другой, между законченными предложениями. Например:
  - Дубровский молчал… Вдруг он поднял голову, глаза его засверкали, он топнул ногою, оттолкнул секретаря… (А. С. Пушкин «Дубровский»).
4. В начале, в середине или в конце цитаты для указания на то, что пропущена часть цитируемого текста. Если при цитировании пропущено одно или несколько предложений, то многоточие в этом случае заключают в угловые скобки[1].
  - Исходный текст А. С. Пушкина: «А поэзия, прости господи, должна быть глуповата». Пример с цитатой: Пушкин писал: «А поэзия… должна быть глуповата».
  - Исходный текст (Ф. М. Достоевский «Преступление и наказание»): Мне другое надо было узнать, другое толкало меня под руки: мне надо было узнать тогда, и поскорей узнать, вошь ли я, как все, или человек? Смогу ли я переступить или не смогу! Осмелюсь ли нагнуться и взять или нет? Тварь ли я дрожащая или право имею. Пример с цитатой: Раскольников так объяснял своё преступление: «мне надо было узнать тогда, и поскорей узнать <…> тварь ли я дрожащая или право имею».
5. Для обозначения интервала значений[2] (наряду с тире и обелюсом ÷). Например:
  - Труба длиной 5…10 м.
  - Температура −5…+10 °C.

Иногда многоточие применяют с вопросительным или с восклицательным знаками. В этих случаях после знака ставится только две точки: «!..» и «?..». Примеры:
- Да что тут предлагать?.. А то пишут, пишут… Конгресс, немцы какие-то… Голова пухнет. Взять всё, да и поделить… (М. Булгаков «Собачье сердце»).
- Светает!.. Ах! как скоро ночь минула! (А. С. Грибоедов «Горе от ума»).

## Многоточие в других языках
Многоточие существует и в других языках, но правила его употребления меняются от языка к языку.
В английском языке (как и в русском) в многоточии три точки, однако в китайском языке оно состоит из 6 точек с одинаковыми пробелами между ними, причём расположены точки посередине строки, а не внизу.
В Юникоде многоточие (horizontal ellipsis) имеет код U+2026, в HTML многоточию соответствует имя &hellip;. В ОС Windows вводится комбинацией клавиш Alt+0133.

## Математика
В математике многоточие используется в значении «и так далее» и, в частности, означает:
- Пропуск части последовательности, суммы, произведения и т. п. Например:
  - {\displaystyle 1+2+\dots +100} — это сумма чисел от 1 до 100.
  - {\displaystyle 1,2,3,\dots } — это последовательность положительных целых чисел.
  - {\displaystyle a_{1},a_{2},\dots ,a_{n}} — последовательность с ограниченным числом элементов (запятая и многоточие отделяются от последующих знаков пробелами[4]).
- Бесконечно повторяющиеся цифры в периодической десятичной дроби. Например: 1/3=0,33333…
- Известное трансцендентное число. Например: число пи равно 3,14159265…

## Употребление в информатике
В некоторых языках программирования (Си/C++ и др.) многоточие используется для обозначения произвольного количества неизвестных аргументов в описании функции. Например:
```
int
 
printf
(
const
 
char
 
*
 
fmt
,
 
...);

```

означает, что у функции printf первый аргумент имеет тип const char *, а дальше может быть любое число аргументов с произвольными типами.
В пользовательских интерфейсах многоточие в элементах меню и на кнопках обычно означает, что пользователю потребуется ввести дополнительные данные (обычно в отдельном диалоговом окне), прежде чем будет выполнено действие, связанное с данным элементом интерфейса.

## Типографика
Единого мнения по поводу того, как правильно набирать многоточие (одним символом, «…», или несколькими «...»), нет. Сторонники первого варианта набора приводят в качестве аргумента тот факт, что если такой символ существует — он служит для обогащения текста. Кроме того, этот вариант набора позволяет экономить байты в случае применения UTF-16 или UTF-32. Но при использовании наиболее распространённого кодирования UTF-8 оба варианта занимают по 3 байта. Также в пользу второго варианта (сторонником которого выступает, например, Артемий Лебедев) свидетельствуют две особенности, недостижимые при неразрывности точек в многоточии:
1. Вариации количества точек в знаке многоточия от языка к языку;
2. Такие синтаксические конструкции как «!..» и «?..», не имеющие односимвольных аналогов.

## Шахматы
В шахматной нотации многоточие — знак хода чёрных.